# Friends (píseň)
Friends (Přátelé) je píseň německé skupiny Scooter z alba ...And The Beat Goes On! z roku 1995. Jako singl vyšla píseň v roce 1995. HPV je zpíván Ferrisem Buellerem.

## Seznam skladeb
1. Friends - (4:40)
2. Friends (Single Edit) - (3:47)
3. Friends (Ramon Zenker Club Mix) - (5:32)
4. Friends (Jeyenne Mix) - (4:30)

## Umístění ve světě
| Hitparáda | Umístění |
| --------- | -------- |
| Švýcarsko | 15       |
| Rakousko  | 15       |